# Thors Hal
Thors Hal var en restaurant og værtshus tegnet af arkitekt H.C. Stilling og opført 1861 på Vesterbrogade 32, København.
Stillings bygning blev nedrevet 1890 og den nuværende bygning på stedet opført ved arkitekt Julius Bagger.[kilde mangler]
Stedet hed siden Figaro og endnu senere Valencia og var populært hos det finere københavnske publikum, hvor blandt andet Simon Spies var blandt gæsterne. I 2001 kom USA's præsident Bill Clinton på besøg for at drikke en kop kaffe. Bygningens kulturhistorie beskrives detaljeret i Sven-Ole Thorsens selvbiografi Stærk mand i Hollywood (2007).
I 2013 flyttede brancheforeningen Danske Advokater ind i bygningen. Via en renovation blev bygningen i 2014 synlig for offentligheden, efter at have været skjult bag mellembygninger og forhus i mere end 125 år. Fra 2022 stiller ejeren, Dreyers Fond, lokalerne til rådighed for arrangementer der "udvikler advokat- og arkitektstanden".
- Den nyopførte bygning i 1890
- Illustration af Figaro
- Skilt på Københavns Museum